# سيكي أيزاوا
سيكي أيزاوا (باليابانية: 相沢 清喜) (مواليد 19 سبتمبر 1980)، هو لاعب كرة قدم سابق كان يلعب كمهاجم.